# Crollon
Crollon és un municipi francès situat al departament de la Manche i a la regió de Normandia. L'any 2007 tenia 241 habitants.

## Demografia

### Població
El 2007 la població de fet de Crollon era de 241 persones. Hi havia 95 famílies de les quals 21 eren unipersonals (17 homes vivint sols i 4 dones vivint soles), 29 parelles sense fills, 37 parelles amb fills i 8 famílies monoparentals amb fills.
La població ha evolucionat segons el següent gràfic:
Habitants censats

### Habitatges
El 2007 hi havia 106 habitatges, 95 eren l'habitatge principal de la família, 5 eren segones residències i 6 estaven desocupats. Tots els 106 habitatges eren cases. Dels 95 habitatges principals, 72 estaven ocupats pels seus propietaris i 23 estaven llogats i ocupats pels llogaters; 1 tenia una cambra, 23 en tenien tres, 22 en tenien quatre i 49 en tenien cinc o més. 74 habitatges disposaven pel capbaix d'una plaça de pàrquing. A 47 habitatges hi havia un automòbil i a 45 n'hi havia dos o més.

### Piràmide de població
La piràmide de població per edats i sexe el 2009 era:
| Homes | Edats   | Dones |
| ----- | ------- | ----- |
| 0     | 95 o +  | 0     |
| 0     | 90 a 94 | 0     |
| 0     | 85 a 89 | 4     |
| 0     | 80 a 84 | 0     |
| 4     | 75 a 79 | 8     |
| 4     | 70 a 74 | 12    |
| 12    | 65 a 69 | 8     |
| 8     | 60 a 64 | 4     |
| 4     | 55 a 59 | 0     |
| 4     | 50 a 54 | 8     |
| 16    | 45 a 49 | 12    |
| 0     | 40 a 44 | 8     |
| 4     | 35 a 39 | 8     |
| 8     | 30 a 34 | 12    |
| 8     | 25 a 29 | 0     |
| 8     | 20 a 24 | 8     |
| 8     | 15 a 19 | 12    |
| 0     | 10 a 14 | 4     |
| 4     | 5 a 9   | 16    |
| 8     | 0 a 4   | 8     |

## Economia
El 2007 la població en edat de treballar era de 150 persones, 122 eren actives i 28 eren inactives. De les 122 persones actives 108 estaven ocupades (58 homes i 50 dones) i 13 estaven aturades (7 homes i 6 dones). De les 28 persones inactives 10 estaven jubilades, 11 estaven estudiant i 7 estaven classificades com a «altres inactius».

### Ingressos
El 2009 a Crollon hi havia 98 unitats fiscals que integraven 250 persones, la mediana anual d'ingressos fiscals per persona era de 13.393,5 €.

### Activitats econòmiques
Dels 2 establiments que hi havia el 2007, 1 era d'una entitat de l'administració pública i 1 d'una empresa classificada com a «altres activitats de serveis».
L'any 2000 a Crollon hi havia 15 explotacions agrícoles que ocupaven un total de 204 hectàrees.

## Poblacions més properes
El següent diagrama mostra les poblacions més properes.